# أندريا كوين
أندريا كوين (بالإنجليزية: Andrea Quinn)‏ هي موزعة بريطانية، ولدت في 1964.

## وصلات خارجية
- الموقع الرسمي
- أندريا كوين على موقع ميوزك برينز (الإنجليزية)